# Балега, Юрий Юрьевич
Юрий Юрьевич Балега (род. 8 января 1953 года) — российский учёный-астрофизик, вице-президент РАН (с 28 сентября 2017, академик с 28 октября 2016, членкор с 1997). Лауреат Государственной премии СССР в области науки и техники (1991).

## Биография
Среднее образование получил в Ужгородской средней школе № 1, по окончании которой зачислен студентом на физический факультет Ужгородского государственного университета и, защитив диплом по квалификации учёный—физик в 1974 году начал трудовую биографию на предприятии «Ужгородприбор».
С 1975 года трудится сотрудником Специальной астрофизической обсерватории Академии наук СССР (ныне — НИИ РАН), расположенной а Северном Кавказе в Зеленчукском районе Карачаево-Черкесской Республики Российской Федерации.
В 1985 году защитил кандидатскую диссертацию по теме «Исследование звёзд с высоким угловым разрешением методом цифровой спекл-интерферометрии».
В 1985 и 1991 годах избирался народным депутатом Карачаево-Черкесской автономной области.
С 1991 года заведующий лабораторией методов астрономии высокого разрешения (МАВР). В том же году удостоен Государственной премии СССР за создание цифровых телевизионных средств для исследования предельно слабых астрономических объектов на Большом азимутальном телескопе Академии наук СССР. С 1993 года — директор САО РАН.
В 1996 году защитил докторскую диссертацию «Спекл-интерферометрические исследования на Большом азимутальном телескопе». В 1997 году избран членом-корреспондентом Российской академии наук по отделению физических наук (секция общей физики и астрономии).
В 2003 году получил Государственную премию Украины в области науки и техники за цикл работ «Разработка теоретических основ и уникальной наблюдательной базы в Голосеево и на Терсколе для наблюдений Солнца и тел Солнечной системы» (в составе коллектива авторов).
В 2008 году избран президентом Научного общества Карачаево-Черкесской Республики. В 2015 году назначен научным руководителем САО РАН. Академик РАН по Отделению физических наук (с 28 октября 2016), вице-президент РАН (с 28 сентября 2017).
Женат, супруга Ильдига, в браке имеет дочь. Отец — филолог.

## Награды, звания
- 1991 — Государственная премия СССР в области науки и техники.
- 4 июня 1999 — Медаль ордена «За заслуги перед Отечеством» II степени — за большой вклад в развитие отечественной науки, подготовку высококвалифицированных кадров и в связи с 275-летием Российской академии наук[4].
- 23 декабря 2003 — Государственная премия Украины в области науки и техники — за разработку и внедрение в серийное производство семейства отечественных систем жизнеобеспечения — аппаратов искусственной вентиляции легких и ингаляционного наркоза для удовлетворения неотложных потребностей медицинских учреждений Украины[5].
- 2003 — присвоено звание Почётный профессор Ставропольского государственного университета.
- 13 мая 2010 — Орден Почёта — за достигнутые трудовые успехи и многолетнюю плодотворную работу[6].
- 6 февраля 2012 — Премия Правительства Российской Федерации в области науки и техники — за разработку и внедрение эффективных технологий использования возобновляемых и нетрадиционных источников энергии в малой энергетике[7].
- 5 февраля 2024 — Орден Александра Невского — за большой вклад в развитие отечественной науки, многолетнюю плодотворную деятельность и в связи с 300-летием со дня основания Российской академии наук[8]

## Научная деятельность
Научные интересы лежат в областях:
- Регистрация и обработка астрономических изображений видимого и инфракрасного диапазонов
- Методы спекл-интерферометрии
- Изучение двойных и кратных звёзд с применением методов высокого пространственного разрешения
- Происхождение и эволюция кратных звёздных систем
- Физические свойства звёзд-карликов в окрестностях Солнца
- Молодые звёзды в комплексах звездообразования
- Строение газопылевых оболочек звёзд, находящихся на последних стадиях эволюции

Автор более 300 научных работ.